# 나라 야스요시
나라 야스요시(일본어: 奈良 安剛, 1982년 12월 12일 ~ )는 일본의 전 축구 선수이다.

## 구단 경력
과거 콘사돌레 삿포로에서 활동하였다.